# Gimpo
Gimpo (phát âm tiếng Hàn Quốc: [kim.pʰo])(Hán Việt: Kim Phố) là thành phố thuộc tỉnh Gyeonggi, Hàn Quốc. Thành phố có diện tích 276.6 km2, dân số là 427,754 người (năm 2019). Nó giáp với Incheon và cùng với thành phố này, Gimpo có chung nửa bên phía Hàn Quốc của lưu vực sông Hán. Thành phố Kaesong của Bắc Triều Tiên nằm bên kia sông. Thành phố có 4dong (phường), 1 eup (thị trấn), 5 Myeon (Xã). Địa chỉ Tòa thị chính Gimpo ở số 1 đường Saujung, làng Sau-dong, thành phố Gimpo, tỉnh Gyeonggi.
Sân bay Quốc tế Gimpo (tên cũ là sân bay quốc tế Kimpo) đã từng nằm trong thành phố này nhưng nay thuộc Seoul. Các cơ sở giáo dục đại học nằm trong thành phố bao gồm Cao đẳng Kimpo (Kimpo College) và Đại học Joong-ang Seungga (Joong-ang Seungga University). Thành phố có 27 trường tiểu học, 12 trường trung học cơ sở và 8 trường trung học phổ thông, trong đó có trường trung học ngoại ngữ Gimpo. Ba trường tiểu học, hai trường trung học cơ sở và hai trường trung học phổ thông nằm trong khu vực Tongjin.

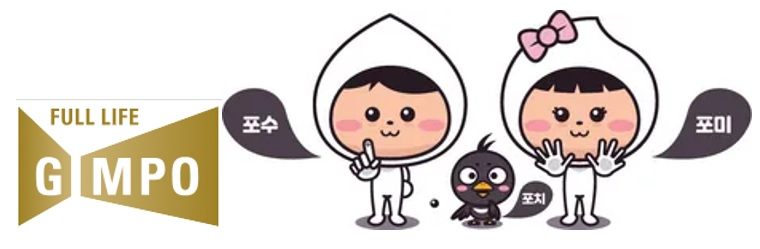
Slogan Full Life của thành phố Gimpo và biểu tượng

Khu liên hợp công nghiệp tổng hợp Yangchon ở Khu vực xung quanh số 2693 đường Hakun, thị trấn Yangchon, thành phố Gimpo.

## Lịch sử hiện đại
In 1914, Yangcheon County and Gimpo County were merged. Yangcheon County was separated into two towns (Yangdong and Yangseo). In 1958, Yeouido International Airport was relocated to Gimpo. In 1963, Yangdong and Yangseo towns were incorporated into Yeongdeungpo-gu; it includes Gimpo International Airport. In 1973, Gyeyang and Ojeong towns of Bucheon were transferred to Gimpo. In 1989, parts of Gyeyang town were ceded to Incheon, giving Incheon a border with southwestern Seoul. And 1995, Geomdan region was ceded to Incheon.
In 1998, Gimpo was promoted to a city. Since the Hangang New Town was announced in 2003, the population of the city has soared. Gimpo Light Rail was opened in 2019 for the sake of population growth and the convenience of transportation in the new Han River city. This line connects Yangchon Station and Gimpo Airport Station, which is a two-car light-rail line. In response, some citizens are demanding more cars or extension of Seoul Subway Line No. 5 in preparation for the soaring demand for transportation in the future.
The airport at Kimpo (Gimpo) was known as "K-14" Air Force Base during the Korean War. Sabre jets were based and operated from K-14 to "Mig Alley" located in the northwestern area of North Korea, and where air combat would take place with enemy Mig aircraft. A large number of U.S. Air Force bases were located throughout South Korea during the Korean War, and each of them had a "K" number, with the "K" meaning Korea.

## Khí hậu
Gimpo has a monsoon-influenced humid continental climate (Köppen: Dwa) with cold, dry winters and hot, rainy summers.
| Dữ liệu khí hậu của Gimpo (1991–2020 normals) | Dữ liệu khí hậu của Gimpo (1991–2020 normals) | Dữ liệu khí hậu của Gimpo (1991–2020 normals) | Dữ liệu khí hậu của Gimpo (1991–2020 normals) | Dữ liệu khí hậu của Gimpo (1991–2020 normals) | Dữ liệu khí hậu của Gimpo (1991–2020 normals) | Dữ liệu khí hậu của Gimpo (1991–2020 normals) | Dữ liệu khí hậu của Gimpo (1991–2020 normals) | Dữ liệu khí hậu của Gimpo (1991–2020 normals) | Dữ liệu khí hậu của Gimpo (1991–2020 normals) | Dữ liệu khí hậu của Gimpo (1991–2020 normals) | Dữ liệu khí hậu của Gimpo (1991–2020 normals) | Dữ liệu khí hậu của Gimpo (1991–2020 normals) | Dữ liệu khí hậu của Gimpo (1991–2020 normals) |
| Tháng                                         | 1                                             | 2                                             | 3                                             | 4                                             | 5                                             | 6                                             | 7                                             | 8                                             | 9                                             | 10                                            | 11                                            | 12                                            | Năm                                           |
| --------------------------------------------- | --------------------------------------------- | --------------------------------------------- | --------------------------------------------- | --------------------------------------------- | --------------------------------------------- | --------------------------------------------- | --------------------------------------------- | --------------------------------------------- | --------------------------------------------- | --------------------------------------------- | --------------------------------------------- | --------------------------------------------- | --------------------------------------------- |
| Trung bình ngày tối đa °C (°F)                | 1.3 (34.3)                                    | 4.6 (40.3)                                    | 10.5 (50.9)                                   | 16.8 (62.2)                                   | 22.8 (73.0)                                   | 27.0 (80.6)                                   | 28.6 (83.5)                                   | 30.0 (86.0)                                   | 25.8 (78.4)                                   | 19.9 (67.8)                                   | 11.5 (52.7)                                   | 3.0 (37.4)                                    | 16.8 (62.2)                                   |
| Trung bình ngày °C (°F)                       | −3.5 (25.7)                                   | −0.5 (31.1)                                   | 5.1 (41.2)                                    | 11.2 (52.2)                                   | 17.2 (63.0)                                   | 21.9 (71.4)                                   | 24.7 (76.5)                                   | 25.7 (78.3)                                   | 20.8 (69.4)                                   | 14.2 (57.6)                                   | 6.8 (44.2)                                    | −1.3 (29.7)                                   | 11.9 (53.4)                                   |
| Tối thiểu trung bình ngày °C (°F)             | −7.8 (18.0)                                   | −5.1 (22.8)                                   | 0.3 (32.5)                                    | 6.3 (43.3)                                    | 12.5 (54.5)                                   | 17.9 (64.2)                                   | 21.8 (71.2)                                   | 22.4 (72.3)                                   | 16.8 (62.2)                                   | 9.5 (49.1)                                    | 2.3 (36.1)                                    | −5.5 (22.1)                                   | 7.6 (45.7)                                    |
| Lượng Giáng thủy trung bình mm (inches)       | 7.4 (0.29)                                    | 21.7 (0.85)                                   | 30.5 (1.20)                                   | 60.1 (2.37)                                   | 90.3 (3.56)                                   | 100.1 (3.94)                                  | 362.3 (14.26)                                 | 245.0 (9.65)                                  | 139.1 (5.48)                                  | 39.0 (1.54)                                   | 47.6 (1.87)                                   | 17.4 (0.69)                                   | 1.160,5 (45.69)                               |
| Số ngày giáng thủy trung bình (≥ 0.1 mm)      | 2.5                                           | 2.7                                           | 4.5                                           | 7.1                                           | 6.1                                           | 7.2                                           | 13.2                                          | 10.5                                          | 7.0                                           | 4.5                                           | 6.8                                           | 4.4                                           | 76.5                                          |
| Nguồn: Korea Meteorological Administration    |                                               |                                               |                                               |                                               |                                               |                                               |                                               |                                               |                                               |                                               |                                               |                                               |                                               |

## Công nghiệp

### Regional Gross Domestic Product
Gimpo City's gross domestic product in 2012 was 16.98 trillion won, accounting for 2.2% of the total in Gyeonggi Province. Among them, agriculture, forestry, and fisheries (primary industry) accounted for 248.5 billion won. In contrast, mining and manufacturing (second industry) accounted for 63.1% of the total, while commercial and service industries account for 35.3%, or 5.6869 trillion won. In the second industrial sector, wholesale and retail businesses (5.4%), construction (4.7%), real estate and rental businesses (3.7%), and electricity, gas, steam, and water projects (3.0%) accounted for a large portion, as the new Gimpo Han River is built.
Các ngành công nghiệp chính tại Khu liên hợp công nghiệp tổng hợp Yangchon  có tổng diện tích khoảng 1.686.493㎡ là:
+ Sản xuất bột giấy, giấy và sản phẩm từ giấy.
+ Kinh doanh in ấn và sao chép phương tiện ghi âm.
+ Sản xuất sản phẩm cao su, nhựa.
+ Sản xuất công nghiệp kim loại sơ cấp.
+ Sản xuất sản phẩm gia công kim loại; không bao gồm máy móc và đồ nội thất.
+ Sản xuất linh kiện điện tử, máy tính, video, âm thanh và thiết bị truyền thông.
+ Điều trị y tế.
+ Dụng cụ quang học và sản xuất đồng hồ.
+ Sản xuất thiết bị điện.
+ Sản xuất máy móc, thiết bị khác.
+ Sản xuất đồ nội thất.
+ Sản xuất sản phẩm khác.
+ Cung cấp điện, gas, hơi nước và điều hòa không khí.

### Status of employees
In 2014, the Gimpo city industry's total number stood at 129,440, accounting for 2.9% of the total number of workers in Gyeonggi Province. Among them, agriculture and forestry (primary industry) account for 93 people. In contrast, mining and manufacturing (second industry) account for 48.6% of 62,946, while commercial and service industries (third industry) account for 51.3% with 66,401. The secondary industry is higher than the overall proportion of Gyeonggi Province (27.1%), and the tertiary industry is lower than the overall proportion of Gyeonggi Province (72.9%). In the third industrial sector, wholesale and retail (12.1%), lodging and restaurant (7.7%), education and services (6.2%), and health and social welfare (5.2%).

### Dân số thường trú và dân số quy đổi
As of 2010, Gimpo's city had 215,050 residents and 227,159 weekly population, with the weekly population index high at 106. The number of people flowing in from commuting to work is 45,757. The number of people leaving from school is 31,213, and 2,687 and 5,122 more people flowing from school, a common phenomenon in the outskirts of the Seoul metropolitan area where many industrial facilities have been relocated.

## Điểm du lịch
- Munsu Fortress
- Jangneung
- Deokpojin
- Aegi Peak
- Daemyeong Port
- DMZ Peace Trail
- Czong Institute for Contemporary Art (CICA Museum)

## Thành phố kết nghĩa
- Glendale, California, Mỹ
- Hampyeong, South Jeolla, Hàn Quốc
- Xinmin, Liaoning, Trung Quốc
- Heze, Shandong, Trung Quốc